# Eupatorium cyrilli-nelsonii
Eupatorium cyrilli-nelsonii là một loài thực vật có hoa trong họ Cúc. Loài này được Ant.Molina mô tả khoa học đầu tiên năm 1978.